# Convocazioni alla World League di pallavolo 2016
Elenco dei giocatori convocati per la World League 2016.

## Gruppo 1

### Argentina
| N° | Nome              | Ruolo | Data di nascita  | Squadra             |
| -- | ----------------- | ----- | ---------------- | ------------------- |
| -  | Julio Velasco     | All   | 9 febbraio 1952  | -                   |
| 1  | Nicolás Bruno     | S     | 24 febbraio 1989 | Bolívar             |
| 3  | Jan Martínez      | S     | 28 gennaio 1998  | Ciudad              |
| 4  | Martín Ramos      | C     | 26 agosto 1991   | UPCN                |
| 5  | Nicolás Uriarte   | P     | 21 marzo 1990    | Skra Bełchatów      |
| 6  | Cristian Poglajen | S     | 14 luglio 1989   | Escola do Corpo     |
| 8  | Demián González   | P     | 21 febbraio 1983 | BVC                 |
| 9  | Rodrigo Quiroga   | S     | 23 marzo 1987    | Obras Sanitarias    |
| 11 | Sebastián Solé    | C     | 12 giugno 1991   | Trentino            |
| 12 | Bruno Lima        | S/O   | 4 febbraio 1996  | Obras Sanitarias    |
| 13 | Ezequiel Palacios | S/O   | 2 ottobre 1992   | La Unión de Formosa |
| 14 | Pablo Crer        | C     | 12 giugno 1989   | Bolívar             |
| 15 | Luciano De Cecco  | P     | 2 giugno 1988    | Sir Safety Perugia  |
| 16 | Alexis González   | L     | 21 luglio 1981   | Bolívar             |
| 17 | Facundo Imhoff    | C     | 25 gennaio 1989  | Lomas               |
| 18 | Facundo Santucci  | L     | 6 marzo 1987     | Spacer's Toulouse   |

### Australia
| N° | Nome              | Ruolo | Data di nascita   | Squadra          |
| -- | ----------------- | ----- | ----------------- | ---------------- |
| -  | Roberto Santilli  | All   | 22 febbraio 1965  | -                |
| 1  | Aidan Zingel      | C     | 19 novembre 1990  | BluVolley Verona |
| 2  | Jacob Ross Guymer | C     | 21 giugno 1993    | Lycurgus         |
| 3  | Nathan Roberts    | S     | 17 febbraio 1986  | Mondovì          |
| 5  | Travis Passier    | C     | 26 aprile 1989    | AIS              |
| 7  | Harrison Peacock  | P     | 31 gennaio 1991   | Będzin           |
| 8  | Jacques Borgeaud  | L     | 19 giugno 1991    | Regina           |
| 9  | Max Staples       | S     | 27 luglio 1994    | Maaseik          |
| 11 | Luke Perry        | L     | 20 novembre 1995  | Friedrichshafen  |
| 12 | Nehemiah Mote     | C     | 21 giugno 1993    | Bühl             |
| 13 | Samuel Walker     | S     | 19 febbraio 1995  | ACH Volley       |
| 14 | Grigory Sukochev  | P     | 18 febbraio 1988  | CSM Bucarest     |
| 16 | Jordan Richards   | S     | 25 settembre 1993 | Schönenwerd      |
| 17 | Paul Carroll      | S/O   | 16 maggio 1986    | Charlottenburg   |
| 18 | Lincoln Williams  | S/O   | 6 ottobre 1993    | Audentese        |
| 19 | Beau Graham       | C     | 17 aprile 1994    | Habo             |

### Belgio
| N° | Nome                | Ruolo | Data di nascita  | Squadra              |
| -- | ------------------- | ----- | ---------------- | -------------------- |
| -  | Dominique Baeyens   | All   | 21 febbraio 1956 | -                    |
| 1  | Bram Van den Dries  | S/O   | 14 agosto 1989   | AZS Olsztyn          |
| 3  | Sam Deroo           | S     | 24 aprile 1992   | ZAKSA                |
| 5  | Lienert Cosemans    | P     | 20 ottobre 1993  | Asse-Lennik          |
| 6  | Sébastien Dumont    | L     | 18 gennaio 1994  | Maaseik              |
| 7  | François Lecat      | S     | 19 aprile 1993   | BluVolley Verona     |
| 8  | Kévin Klinkenberg   | S     | 4 ottobre 1990   | Łuczniczka Bydgoszcz |
| 9  | Pieter Verhees      | C     | 8 dicembre 1989  | Milano               |
| 10 | Simon Van de Voorde | C     | 19 dicembre 1989 | Trentino             |
| 12 | Gert van Walle      | S     | 7 agosto 1987    | Beauvais             |
| 14 | Jelle Ribbens       | L     | 17 marzo 1992    | Nice                 |
| 15 | Stijn D'Hulst       | P     | 24 aprile 1991   | Roeselare            |
| 16 | Matthias Valkiers   | P     | 8 aprile 1990    | Menen                |
| 17 | Tomas Rousseaux     | S/O   | 31 marzo 1994    | Milano               |
| 18 | Seppe Baetens       | S     | 13 febbraio 1989 | Asse-Lennik          |
| 20 | Arno van de Velde   | C     | 30 dicembre 1995 | Roeselare            |
| 21 | Jolan Cox           | S/O   | 12 luglio 1991   | Topvolley Antwerpen  |

### Brasile
| N° | Nome                | Ruolo | Data di nascita   | Squadra          |
| -- | ------------------- | ----- | ----------------- | ---------------- |
| -  | Bernardo de Rezende | All   | 25 agosto 1959    | Rio de Janeiro   |
| 1  | Bruno de Rezende    | P     | 2 luglio 1986     | Modena           |
| 2  | Isac Santos         | C     | 13 dicembre 1990  | Sada             |
| 3  | Éder Carbonera      | C     | 19 ottobre 1983   | Sada             |
| 4  | Wallace de Souza    | S/O   | 26 giugno 1987    | Sada             |
| 6  | Tiago Brendle       | L     | 21 ottobre 1985   | BVC              |
| 7  | William Arjona      | P     | 31 luglio 1979    | Sada             |
| 8  | Murilo Endres       | S     | 3 maggio 1981     | Sesi             |
| 10 | Sérgio dos Santos   | L     | 15 ottobre 1975   | Sesi             |
| 12 | Luiz Fonteles       | S     | 19 giugno 1984    | Funvic           |
| 13 | Maurício de Souza   | C     | 29 settembre 1988 | BVC              |
| 14 | Douglas de Souza    | S     | 20 agosto 1995    | Sesi             |
| 16 | Lucas Saatkamp      | C     | 6 marzo 1986      | Modena           |
| 17 | Evandro Guerra      | S/O   | 27 dicembre 1981  | Suntory Sunbirds |
| 18 | Ricardo Lucarelli   | S     | 14 febbraio 1992  | Funvic           |
| 19 | Maurício Silva      | S     | 4 febbraio 1989   | Arkas            |

### Bulgaria
| N° | Nome                | Ruolo | Data di nascita  | Squadra             |
| -- | ------------------- | ----- | ---------------- | ------------------- |
| -  | Plamen Konstantinov | All   | 14 giugno 1973   | -                   |
| 1  | Trifon Lapkov       | S/O   | 1º febbraio 1996 | Montana             |
| 2  | Metodi Ananiev      | S     | 17 febbraio 1986 | Tomis Costanza      |
| 4  | Martin Bozhilov     | L     | 11 aprile 1988   | Marek Junion-Ivkoni |
| 5  | Svetoslav Gocev     | C     | 31 agosto 1990   | Shahrdari Tabriz    |
| 6  | Rozalin Penčev      | S     | 11 dicembre 1994 | Tokat               |
| 7  | Miroslav Gradinarov | S     | 10 febbraio 1985 | Al-Jaish            |
| 8  | Todor Skrimov       | S     | 9 gennaio 1990   | Powervolley Milano  |
| 9  | Lubomir Agontsev    | P     | 26 luglio 1987   | Montana             |
| 10 | Georgi Seganov      | P     | 10 giugno 1993   | CSKA Sofia          |
| 11 | Branimir Grozdanov  | S     | 21 maggio 1984   | Beşiktaş            |
| 12 | Viktor Josifov      | C     | 16 maggio 1985   | Top Volley Latina   |
| 16 | Vladislav Ivanov    | L     | 14 marzo 1987    | ASUL Lyon           |
| 17 | Nikolaj Penčev      | S     | 22 maggio 1992   | Asseco Resovia      |
| 19 | Cvetan Sokolov      | S/O   | 31 dicembre 1989 | Halkbank            |
| 20 | Aleks Grozdanov     | C     | 28 marzo 1998    | Dobrudža            |
| 21 | Krasimir Georgiev   | C     | 13 febbraio 1995 | Powervolley Milano  |

### Francia
| N° | Nome              | Ruolo | Data di nascita  | Squadra           |
| -- | ----------------- | ----- | ---------------- | ----------------- |
| -  | Laurent Tillie    | All   | 1º dicembre 1963 | -                 |
| 2  | Jenia Grebennikov | L     | 13 agosto 1990   | Lube              |
| 4  | Antonin Rouzier   | S/O   | 18 agosto 1986   | Arkas             |
| 5  | Trévor Clévenot   | S     | 28 giugno 1994   | Spacer's Toulouse |
| 6  | Benjamin Toniutti | P     | 30 ottobre 1989  | ZAKSA             |
| 7  | Kévin Tillie      | S     | 2 novembre 1990  | ZAKSA             |
| 9  | Earvin N'Gapeth   | S     | 21 febbraio 1991 | Modena            |
| 10 | Kévin Le Roux     | C     | 11 maggio 1989   | Halkbank          |
| 11 | Julien Lyneel     | S     | 15 aprile 1990   | Asseco Resovia    |
| 13 | Pierre Pujol      | P     | 13 luglio 1984   | Cannes            |
| 14 | Nicolas Le Goff   | C     | 15 febbraio 1992 | Charlottenburg    |
| 15 | Horacio d'Almeida | C     | 11 giugno 1988   | Chaumont          |
| 16 | Nicolas Maréchal  | S     | 4 marzo 1987     | Skra Bełchatów    |
| 17 | Franck Lafitte    | C     | 8 marzo 1989     | Arago de Sète     |
| 18 | Nicolas Rossard   | L     | 23 maggio 1990   | Arago de Sète     |
| 22 | Hubert Henno      | L     | 6 ottobre 1976   | Tours             |

### Iran
| N° | Nome                  | Ruolo | Data di nascita   | Squadra           |
| -- | --------------------- | ----- | ----------------- | ----------------- |
| -  | Raúl Lozano           | All   | 3 maggio 1956     | Czarni Radom      |
| 1  | Shahram Mahmoudi      | S/O   | 20 luglio 1988    | Sarmayeh Bank     |
| 2  | Milad Ebadipour       | S     | 17 ottobre 1993   | Urmia             |
| 4  | Saeid Marouf          | P     | 20 ottobre 1985   | Urmia             |
| 6  | Mohammad Mousavi      | C     | 22 agosto 1987    | Sarmayeh Bank     |
| 7  | Hamzeh Zarini         | S     | 18 ottobre 1985   | Kalleh Mazandaran |
| 8  | Farhad Zarif          | L     | 3 marzo 1983      | Sarmayeh Bank     |
| 9  | Adel Gholami          | C     | 9 febbraio 1986   | Sarmayeh Bank     |
| 12 | Mojtaba Mirzajanpour  | S     | 7 ottobre 1991    | Paykan            |
| 13 | Mehdi Mahdavi         | P     | 13 febbraio 1984  | Mizan Khorasan    |
| 14 | Mohammad Manavinezhad | S     | 27 novembre 1995  | Paykan            |
| 15 | Mostafa Sharifat      | C     | 16 settembre 1987 | Matin Varamin     |
| 16 | Armin Tashakori       | C     | 8 dicembre 1986   | Saipa             |
| 18 | Alireza Behbodi       | P     | 10 marzo 1979     | Arman Ardakan     |
| 19 | Mehdi Marandi         | L     | 12 maggio 1986    | Paykan            |
| 20 | Alireza Mobasheri     | S     | 10 giugno 1988    | Sarmayeh Bank     |
| 21 | Mohammad Fallah       | S     | 3 marzo 1993      | Saipa             |

### Italia
| N° | Nome                 | Ruolo | Data di nascita   | Squadra            |
| -- | -------------------- | ----- | ----------------- | ------------------ |
| -  | Gianlorenzo Blengini | All   | 29 dicembre 1971  | Lube               |
| 3  | Daniele Sottile      | P     | 15 agosto 1979    | Top Volley Latina  |
| 4  | Luca Vettori         | S/O   | 26 aprile 1991    | Modena             |
| 5  | Osmany Juantorena    | S     | 12 agosto 1985    | Lube               |
| 6  | Simone Giannelli     | P     | 9 agosto 1996     | Trentino           |
| 7  | Salvatore Rossini    | L     | 13 luglio 1986    | Modena             |
| 8  | Gabriele Maruotti    | S     | 25 marzo 1988     | Top Volley Latina  |
| 9  | Ivan Zaytsev         | S/O   | 2 ottobre 1988    | Dinamo Mosca       |
| 10 | Filippo Lanza        | S     | 3 marzo 1991      | Trentino           |
| 11 | Simone Buti          | C     | 19 settembre 1983 | Sir Safety Perugia |
| 12 | Enrico Cester        | C     | 16 marzo 1988     | Lube               |
| 13 | Massimo Colaci       | L     | 21 febbraio 1985  | Trentino           |
| 14 | Matteo Piano         | C     | 24 ottobre 1990   | Modena             |
| 15 | Emanuele Birarelli   | C     | 8 febbraio 1981   | Sir Safety Perugia |
| 16 | Oleg Antonov         | S/O   | 28 luglio 1988    | Trentino           |
| 17 | Simone Anzani        | C     | 24 febbraio 1992  | BluVolley Verona   |
| 18 | Giulio Sabbi         | S/O   | 10 agosto 1989    | Tours              |

### Polonia
| N° | Nome             | Ruolo | Data di nascita  | Squadra            |
| -- | ---------------- | ----- | ---------------- | ------------------ |
| -  | Stéphane Antiga  | All   | 3 febbraio 1976  | -                  |
| 1  | Piotr Nowakowski | C     | 18 dicembre 1987 | Asseco Resovia     |
| 2  | Maciej Muzaj     | S/O   | 21 maggio 1994   | Jastrzębski Węgiel |
| 3  | Dawid Konarski   | S/O   | 31 agosto 1989   | ZAKSA              |
| 6  | Bartosz Kurek    | S     | 29 agosto 1988   | Asseco Resovia     |
| 7  | Karol Kłos       | C     | 8 agosto 1989    | Skra Bełchatów     |
| 10 | Damian Wojtaszek | L     | 7 settembre 1988 | Asseco Resovia     |
| 11 | Fabian Drzyzga   | P     | 3 gennaio 1990   | Asseco Resovia     |
| 12 | Grzegorz Łomacz  | P     | 1º ottobre 1987  | Cuprum Lubin       |
| 13 | Michał Kubiak    | S     | 23 febbraio 1988 | Halkbank           |
| 17 | Paweł Zatorski   | L     | 21 giugno 1990   | ZAKSA              |
| 18 | Marcin Możdżonek | C     | 9 febbraio 1985  | Cuprum Lubin       |
| 20 | Mateusz Mika     | S     | 21 gennaio 1991  | Trefl Gdańsk       |
| 21 | Rafał Buszek     | S     | 28 aprile 1987   | ZAKSA              |
| 22 | Bartosz Bednorz  | S     | 25 luglio 1994   | AZS Olsztyn        |
| 23 | Mateusz Bieniek  | C     | 5 aprile 1994    | Effector Kielce    |
| 24 | Paweł Woicki     | P     | 19 giugno 1983   | AZS Olsztyn        |
| 25 | Artur Szalpuk    | S     | 20 marzo 1995    | Czarni Radom       |

### Russia
| N° | Nome               | Ruolo | Data di nascita   | Squadra               |
| -- | ------------------ | ----- | ----------------- | --------------------- |
| -  | Vladimir Alekno    | All   | 4 dicembre 1966   | Zenit-Kazan           |
| 2  | Lukáš Diviš        | S     | 20 febbraio 1986  | Lokomotiv Novosibirsk |
| 3  | Dimitrij Kovalev   | P     | 15 marzo 1991     | Ural                  |
| 5  | Sergej Grankin     | P     | 21 gennaio 1985   | Dinamo Mosca          |
| 6  | Aleksandr Gucaljuk | C     | 15 gennaio 1988   | Zenit-Kazan           |
| 7  | Dmitrij Volkov     | S     | 25 maggio 1995    | Fakel                 |
| 8  | Sergej Tetjuchin   | S     | 23 settembre 1975 | Belogor'e             |
| 10 | Aleksandr Markin   | S     | 28 luglio 1990    | Dinamo Mosca          |
| 11 | Andrej Aščev       | C     | 10 maggio 1983    | Zenit-Kazan           |
| 12 | Konstantin Bakun   | S/O   | 15 marzo 1985     | Gazprom-Jugra         |
| 13 | Dmitrij Muserskij  | C     | 29 ottobre 1988   | Belogor'e             |
| 14 | Artëm Vol'vič      | C     | 22 gennaio 1990   | Lokomotiv Novosibirsk |
| 15 | Viktor Poletaev    | S/O   | 27 luglio 1995    | Zenit-Kazan           |
| 16 | Aleksej Verbov     | L     | 31 gennaio 1982   | Zenit-Kazan           |
| 18 | Aleksandr Volkov   | C     | 14 febbraio 1985  | Ural                  |
| 19 | Egor Kljuka        | S     | 15 giugno 1995    | Fakel                 |
| 20 | Artëm Ermakov      | L     | 16 marzo 1982     | Dinamo Mosca          |

### Serbia
| N° | Nome                    | Ruolo | Data di nascita  | Squadra            |
| -- | ----------------------- | ----- | ---------------- | ------------------ |
| -  | Nikola Grbić            | All   | 6 settembre 1973 | -                  |
| 1  | Aleksandar Okolić       | C     | 26 giugno 1993   | Stella Rossa       |
| 2  | Uroš Kovačević          | S     | 6 maggio 1993    | BluVolley Verona   |
| 3  | Milan Katić             | S     | 22 ottobre 1993  | Galatasaray        |
| 5  | Aleksa Brđović          | P     | 29 luglio 1993   | Gazprom-Jugra      |
| 7  | Dragan Stanković        | C     | 18 ottobre 1985  | Lube               |
| 8  | Marko Ivović            | S     | 22 dicembre 1990 | Belogor'e          |
| 9  | Nikola Jovović          | P     | 13 febbraio 1992 | Milano             |
| 10 | Miloš Nikić             | S     | 31 marzo 1986    | Modena             |
| 14 | Aleksandar Atanasijević | S/O   | 4 settembre 1991 | Sir Safety Perugia |
| 15 | Tomislav Đokić          | S/O   | 27 febbraio 1986 | Foinikas Syro      |
| 16 | Dražen Luburić          | S/O   | 2 novembre 1993  | Piacenza           |
| 17 | Neven Majstorović       | S     | 17 marzo 1989    | Czarni Radom       |
| 18 | Marko Podraščanin       | C     | 29 agosto 1987   | Lube               |
| 19 | Nikola Rosić            | L     | 5 agosto 1984    | Lugano             |
| 20 | Srećko Lisinac          | C     | 17 maggio 1992   | Skra Bełchatów     |

### Stati Uniti
| N° | Nome               | Ruolo | Data di nascita   | Squadra            |
| -- | ------------------ | ----- | ----------------- | ------------------ |
| -  | John Speraw        | All   | 18 ottobre 1971   | -                  |
| 1  | Matthew Anderson   | S/O   | 18 aprile 1987    | Zenit-Kazan        |
| 2  | Aaron Russell      | S     | 4 giugno 1993     | Sir Safety Perugia |
| 3  | Taylor Sander      | S     | 17 marzo 1992     | BluVolley Verona   |
| 4  | David Lee          | C     | 8 marzo 1982      | PAOK               |
| 7  | Kawika Shoji       | P     | 11 novembre 1987  | Arkas              |
| 8  | William Priddy     | S     | 1º ottobre 1977   | Lube               |
| 9  | Murphy Troy        | S/O   | 31 maggio 1989    | Trefl Gdańsk       |
| 10 | Thomas Jaeschke    | S     | 4 settembre 1993  | Asseco Resovia     |
| 11 | Micah Christenson  | P     | 8 maggio 1993     | Lube               |
| 12 | Russell Holmes     | C     | 1º luglio 1982    | Asseco Resovia     |
| 13 | Daniel McDonnell   | C     | 15 settembre 1988 | Stati Uniti        |
| 17 | Maxwell Holt       | C     | 12 marzo 1987     | Dinamo Mosca       |
| 18 | Garrett Muagututia | S     | 26 febbraio 1988  | Tianjin            |
| 20 | David Smith        | C     | 15 maggio 1985    | Tours              |
| 21 | Dustin Watten      | L     | 27 ottobre 1986   | Grand Nancy        |
| 22 | Erik Shoji         | L     | 24 agosto 1989    | Charlottenburg     |

## Gruppo 2

### Canada
| N° | Nome                   | Ruolo | Data di nascita   | Squadra            |
| -- | ---------------------- | ----- | ----------------- | ------------------ |
| -  | Lawrence McKay         | All   | -                 | -                  |
| 1  | Tyler Sanders          | P     | 14 dicembre 1991  | Będzin             |
| 2  | John Perrin            | S     | 17 agosto 1989    | Piacenza           |
| 3  | Daniel Lewis           | L     | 3 aprile 1976     | Bielsko-Bialskie   |
| 4  | Nicholas Hoag          | S     | 19 maggio 1992    | Paris              |
| 5  | Rudy Verhoeff          | C     | 24 giugno 1989    | Dürener            |
| 6  | Justin Duff            | C     | 10 maggio 1988    | Benfica            |
| 8  | Adam Simac             | C     | 9 agosto 1983     | Canada             |
| 10 | Toontje van Lankvelt   | S     | 1º luglio 1984    | Jastrzębski Węgiel |
| 11 | Daniel Jansen VanDoorn | C     | 21 marzo 1990     | Pamvochaïkos       |
| 12 | Gavin Schmitt          | S/O   | 27 gennaio 1986   | Funvic             |
| 15 | Frederic Winters       | S     | 25 settembre 1982 | Sada               |
| 17 | Graham Vigrass         | C     | 17 giugno 1989    | Arkas              |
| 19 | Blair Bann             | L     | 26 febbraio 1988  | Dürener            |
| 20 | Stephen Maar           | S     | 6 dicembre 1994   | McMaster           |
| 21 | Jay Blankenau          | P     | 27 settembre 1989 | Lycurgus           |
| 22 | Steven Marshall        | S     | 23 novembre 1989  | Lüneburg           |
| 25 | Brett Walsh            | P     | 19 febbraio 1994  | Canada             |

### Cina
| N° | Nome          | Ruolo | Data di nascita   | Squadra  |
| -- | ------------- | ----- | ----------------- | -------- |
| -  | Xie Guochen   | All   | 2 marzo 1973      | -        |
| 2  | Chen Longhai  | C     | 29 marzo 1991     | Shanghai |
| 4  | Zhang Chen    | S     | 28 giugno 1985    | Jiangsu  |
| 5  | Li Yuanbo     | C     | 1º maggio 1995    | Henan    |
| 6  | Li Runming    | P     | 1º marzo 1990     | Shandong |
| 8  | Cui Jianjun   | S     | 1º agosto 1985    | Henan    |
| 9  | Jiao Shuai    | P     | 28 gennaio 1984   | Henan    |
| 10 | Ji Daoshuai   | S     | 7 febbraio 1992   | Shandong |
| 11 | Geng Xin      | C     | 15 novembre 1989  | Shandong |
| 12 | Rao Shuhan    | C     | 23 dicembre 1996  | Fujian   |
| 14 | Dai Qingyao   | S/O   | 26 settembre 1991 | Shanghai |
| 16 | Tong Jiahua   | L     | 13 dicembre 1992  | Shanghai |
| 17 | Ke Junhuang   | L     | 28 giugno 1994    | Fujian   |
| 18 | Liu Xiangdong | S/O   | 23 febbraio 1993  | Jiangsu  |
| 19 | Song Jianwei  | S     | 4 gennaio 1992    | Shandong |

### Corea del Sud
| N° | Nome              | Ruolo | Data di nascita   | Squadra            |
| -- | ----------------- | ----- | ----------------- | ------------------ |
| -  | Kim Nam-sung      | All   | -                 | -                  |
| 2  | Han Sun-soo       | P     | 16 dicembre 1985  | Korean Air Jumbos  |
| 4  | Park Jin-woo      | C     | 18 marzo 1990     | Woori Card Hansae  |
| 6  | Kim Hak-min       | S     | 4 settembre 1983  | Korean Air Jumbos  |
| 7  | Jin Seong-tae     | C     | 3 febbraio 1993   | Hyundai Skywalkers |
| 9  | Kwak Myoung-woo   | P     | 8 aprile 1991     | OK Rush & Cash     |
| 10 | Bu Yong-chan      | L     | 30 novembre 1989  | KB Stars           |
| 11 | Choi Min-ho       | C     | 28 aprile 1988    | Hyundai Skywalkers |
| 13 | Jeong Seong-hyeon | L     | 18 maggio 1991    | OK Rush & Cash     |
| 14 | Song Hui-chae     | S     | 29 aprile 1992    | OK Rush & Cash     |
| 15 | Moon Sung-min     | S/O   | 14 settembre 1986 | Hyundai Skywalkers |
| 16 | Choi Hong-suk     | S     | 26 giugno 1988    | Woori Card Hansae  |
| 17 | Seo Jae-duck      | S/O   | 21 luglio 1989    | KEPCO Vixtorm      |
| 18 | Jung Ji-seok      | S     | 10 marzo 1995     | Korean Air Jumbos  |

### Cuba
| N° | Nome              | Ruolo | Data di nascita  | Squadra          |
| -- | ----------------- | ----- | ---------------- | ---------------- |
| -  | Rodolfo Sánchez   | All   | -                | -                |
| 2  | Osniel Melgarejo  | S     | 18 dicembre 1997 | Sancti Spíritus  |
| 3  | Ricardo Calvo     | P     | 2 ottobre 1996   | Villa Clara      |
| 4  | Javier Jiménez    | S     | 16 novembre 1989 | PAOK             |
| 5  | Javier Concepción | C     | 27 dicembre 1997 | Ciudad Habana    |
| 7  | Yonder García     | L     | 26 febbraio 1993 | Ciudad Habana    |
| 8  | Rolando Cepeda    | S/O   | 19 marzo 1989    | PAOK             |
| 9  | Liván Osoria      | C     | 5 febbraio 1994  | Santiago de Cuba |
| 12 | Abrahan Alfonso   | S     | 23 febbraio 1995 | Ciudad Habana    |
| 14 | Osmany Uriarte    | S     | 4 giugno 1995    | Sancti Spíritus  |
| 15 | Dariel Albo       | S/O   | 17 gennaio 1992  | Ciudad Habana    |
| 16 | Luis Sosa         | C     | 18 maggio 1995   | Ciudad Habana    |
| 21 | Adrián Goide      | P     | 26 giugno 1998   | Sancti Spíritus  |

### Egitto
| N° | Nome                | Ruolo | Data di nascita  | Squadra   |
| -- | ------------------- | ----- | ---------------- | --------- |
| -  | Sherif El-Shemrely  | All   | -                | -         |
| 3  | Abd Elhalim         | C     | 3 giugno 1989    | Al-Ahly   |
| 5  | Abdellatif Ahmed    | C     | 13 agosto 1983   | Zamalek   |
| 6  | Mamdouh Abdelrehim  | C     | 5 agosto 1989    | Army SC   |
| 7  | Ashraf Abouelhassan | P     | 17 maggio 1975   | Zamalek   |
| 8  | Mohamed Thakil      | S     | 12 luglio 1986   | Army SC   |
| 10 | Mohamed Masoud      | C     | 1º maggio 1994   | Smouha    |
| 11 | Ahmed Afifi         | S     | 30 marzo 1988    | Zamalek   |
| 12 | Hossam Abdalla      | P     | 16 febbraio 1988 | Al-Ahly   |
| 14 | Omar Hassan         | S     | 4 aprile 1991    | Army SC   |
| 15 | Ahmed Elkotb        | S/O   | 23 luglio 1991   | Al-Ahly   |
| 17 | Reda Haikal         | S/O   | 7 novembre 1990  | Zamalek   |
| 18 | Ahmed Shafik        | S     | 7 dicembre 1994  | Al-Ahly   |
| 19 | Mohamed Moawad      | L     | 26 agosto 1987   | Army SC   |
| 21 | Mohamed Khater      | C     | 4 luglio 1991    | Tayran VC |
| 22 | Ahmed Abdelaal      | L     | 8 giugno 1989    | Army SC   |

### Finlandia
| N° | Nome                | Ruolo | Data di nascita   | Squadra           |
| -- | ------------------- | ----- | ----------------- | ----------------- |
| -  | Tuomas Sammelvuo    | All   | 16 febbraio 1976  | -                 |
| 1  | Anssi Hakala        | S     | 12 maggio 1984    | ETTA              |
| 2  | Eemi Tervaportti    | P     | 26 luglio 1989    | Galatasaray       |
| 4  | Lauri Kerminen      | L     | 18 gennaio 1993   | Kuzbass           |
| 5  | Peetu Mäkinen       | S/O   | 19 agosto 1995    | Perungan Pojat    |
| 6  | Niklas Seppänen     | S     | 30 giugno 1993    | Nice              |
| 8  | Elviss Krastins     | S     | 15 settembre 1994 | Vammalan          |
| 9  | Tommi Siirilä       | C     | 15 marzo 1988     | Kokkolan Tiikerit |
| 11 | Sauli Sinkkonen     | S/O   | 14 settembre 1989 | Rantaperkiön Isku |
| 12 | Jan Helenius        | S     | 13 ottobre 1996   | Rantaperkiön Isku |
| 13 | Antti Ropponen      | S/O   | 17 agosto 1995    | Kokkolan Tiikerit |
| 14 | Markus Kaurto       | C     | 31 agosto 1993    | Perungan Pojat    |
| 16 | Olli-Pekka Ojansivu | S/O   | 31 dicembre 1987  | Kokkolan Tiikerit |
| 19 | Eetu Pennanen       | S     | 18 settembre 1992 | ETTA              |
| 20 | Mauri Kurppa        | P     | 6 aprile 1993     | Hurrikaani-Loimaa |

### Giappone
| N° | Nome              | Ruolo | Data di nascita   | Squadra            |
| -- | ----------------- | ----- | ----------------- | ------------------ |
| -  | Masashi Nambu     | All   | -                 | -                  |
| 1  | Kunihiro Shimizu  | O     | 11 agosto 1986    | Panasonic Panthers |
| 2  | Kentarō Takahashi | C     | 8 febbraio 1995   | Tsukuba Daigaku    |
| 3  | Takeshi Nagano    | L     | 11 agosto 1985    | Panasonic Panthers |
| 6  | Akihiro Yamauchi  | C     | 30 novembre 1993  | Panasonic Panthers |
| 7  | Masashi Kuriyama  | S     | 14 luglio 1988    | Suntory Sunbirds   |
| 8  | Masahiro Yanagida | S     | 6 luglio 1992     | Suntory Sunbirds   |
| 10 | Hideomi Fukatsu   | P     | 1º giugno 1990    | Panasonic Panthers |
| 12 | Takashi Dekita    | C     | 13 agosto 1991    | Sakai Blazers      |
| 13 | Shunsuke Watanabe | L     | 11 aprile 1988    | Toray Arrows       |
| 15 | Taishi Onodera    | C     | 27 febbraio 1996  | Tōkai Daigaku      |
| 17 | Masahiro Sekita   | P     | 20 novembre 1993  | Panasonic Panthers |
| 18 | Yūta Yoneyama     | S     | 29 agosto 1989    | Toray Arrows       |
| 19 | Ryōta Denda       | C     | 3 luglio 1991     | Toyoda Trefuerza   |
| 20 | Hidetomo Hoshino  | S     | 29 settembre 1990 | Toray Arrows       |

### Paesi Bassi
| N° | Nome                 | Ruolo | Data di nascita   | Squadra           |
| -- | -------------------- | ----- | ----------------- | ----------------- |
| -  | Gido Vermeulen       | All   | 6 ottobre 1964    | -                 |
| 1  | Daan Van Haarlem     | P     | 15 marzo 1989     | Kladno            |
| 2  | Wessel Keemink       | P     | 29 maggio 1993    | Inter Rijswijk    |
| 3  | Maarten van Garderen | S     | 24 gennaio 1990   | Porto Robur Costa |
| 4  | Thijs ter Horst      | S/O   | 18 settembre 1991 | Piacenza          |
| 5  | Dirk Sparidans       | L     | 5 marzo 1989      | Asse-Lennik       |
| 6  | Jasper Diefenbach    | C     | 17 marzo 1988     | Montpellier       |
| 10 | Jeroen Rauwerdink    | S     | 13 settembre 1985 | Ziraat Bankası    |
| 11 | Robin Overbeeke      | S/O   | 21 marzo 1989     | Asse-Lennik       |
| 12 | Kay van Dijk         | S/O   | 25 giugno 1984    | Al-Ain            |
| 15 | Thomas Koelewijn     | C     | 18 dicembre 1988  | AZS Olsztyn       |
| 16 | Wouter ter Maat      | S/O   | 7 maggio 1991     | VDK Gent          |
| 17 | Michaël Parkinson    | C     | 23 novembre 1991  | Dürener           |
| 18 | Robbert Andringa     | S     | 28 aprile 1990    | Asse-Lennik       |
| 19 | Just Dronkers        | L     | 7 giugno 1993     | Lycurgus          |
| 20 | Fabian Plak          | C     | 23 luglio 1997    | Talent Team       |

### Portogallo
| N° | Nome               | Ruolo | Data di nascita   | Squadra           |
| -- | ------------------ | ----- | ----------------- | ----------------- |
| -  | Francisco Santos   | All   | -                 | -                 |
| 1  | Marcel Keller      | C     | 8 maggio 1990     | Monteros          |
| 4  | Filip Cvetičanin   | C     | 19 giugno 1996    | Castêlo da Maia   |
| 5  | Marco Ferreira     | S/O   | 4 ottobre 1987    | Espinho           |
| 6  | Alexandre Ferreira | S     | 13 novembre 1991  | Ziraat Bankası    |
| 7  | Ivo Casas          | L     | 21 settembre 1992 | Benfica           |
| 8  | Tiago Violas       | P     | 27 marzo 1989     | Fonte do Bastardo |
| 9  | Phelipe Martins    | C     | 2 marzo 1991      | Espinho           |
| 11 | João Oliveira      | S     | 31 luglio 1995    | Benfica           |
| 12 | Lourenço Martins   | S     | 30 aprile 1997    | Castêlo da Maia   |
| 14 | Fabricio da Silva  | C     | 24 ottobre 1981   | Espinho           |
| 15 | Miguel Tavares     | P     | 2 marzo 1993      | Piacenza          |
| 16 | Hugo Gaspar        | S/O   | 2 settembre 1982  | Benfica           |
| 17 | João Fidalgo       | L     | 2 novembre 1986   | Fonte do Bastardo |
| 18 | André Reis         | S     | 12 settembre 1982 | Benfica           |

### Rep. Ceca
| N° | Nome                 | Ruolo | Data di nascita  | Squadra             |
| -- | -------------------- | ----- | ---------------- | ------------------- |
| -  | Miguel Ángel Falasca | All   | 29 aprile 1973   | Skra Bełchatów      |
| 1  | Jakub Veselý         | C     | 2 settembre 1986 | Benátky nad Jizerou |
| 2  | Jan Hadrava          | S/O   | 3 giugno 1991    | Nantes              |
| 3  | Marek Beer           | C     | 24 maggio 1988   | Tirol               |
| 4  | Daniel Pfeffer       | L     | 27 aprile 1990   | Karlovarsko         |
| 7  | Aleš Holubec         | C     | 13 marzo 1984    | Nantes              |
| 8  | Filip Habr           | P     | 27 aprile 1988   | České Budějovice    |
| 9  | Marek Zmrhal         | S     | 10 agosto 1993   | Brno                |
| 10 | Michal Finger        | S/O   | 2 settembre 1993 | Friedrichshafen     |
| 11 | Martin Kryštof       | L     | 11 ottobre 1982  | České Budějovice    |
| 14 | Adam Bartoš          | S     | 27 aprile 1992   | Tours               |
| 15 | Donovan Džavoronok   | S     | 23 luglio 1997   | Karlovarsko         |
| 16 | Jakub Janouch        | P     | 13 giugno 1990   | Dukla Liberec       |
| 17 | Adam Zajíček         | S     | 25 febbraio 1993 | Dukla Liberec       |
| 19 | Petr Michálek        | S     | 19 agosto 1989   | České Budějovice    |

### Slovacchia
| N° | Nome               | Ruolo | Data di nascita   | Squadra         |
| -- | ------------------ | ----- | ----------------- | --------------- |
| -  | Miroslav Palgut    | All   | 16 maggio 1965    | -               |
| 2  | Tomáš Kriško       | S     | 19 dicembre 1988  | Dukla Liberec   |
| 3  | Emanuel Kohút      | C     | 21 luglio 1982    | Piacenza        |
| 4  | Peter Ondrovič     | C     | 28 marzo 1995     | Herrsching      |
| 5  | Matej Kubš         | L     | 26 maggio 1988    | Nitra           |
| 6  | Filip Palgut       | P     | 23 settembre 1991 | Aich/Dob        |
| 9  | Peter Mlynarčík    | S/O   | 29 novembre 1991  | Aich/Dob        |
| 10 | Peter Kašper       | C     | 12 marzo 1985     | Nitra           |
| 11 | Martin Turis       | L     | 27 agosto 1993    | Nitra           |
| 12 | Matej Pátak        | S     | 8 giugno 1990     | AZS Częstochowa |
| 13 | Štefan Chrtianský  | S     | 17 agosto 1989    | Tirol           |
| 16 | Radoslav Prešinský | C     | 14 gennaio 1989   | Odolena Voda    |
| 21 | Ján Halaj          | P     | 17 giugno 1991    | Prešov          |
| 22 | Marek Mikula       | S     | 23 febbraio 1988  | Ostrava         |
| 22 | Michal Petráš      | S     | 5 dicembre 1996   | Trenčín         |

### Turchia
| N° | Nome             | Ruolo | Data di nascita  | Squadra              |
| -- | ---------------- | ----- | ---------------- | -------------------- |
| -  | Emanuele Zanini  | All   | 15 aprile 1965   | -                    |
| 1  | Ulaş Kıyak       | P     | 11 agosto 1981   | Halkbank             |
| 2  | Gökhan Gökgöz    | S     | 6 gennaio 1993   | Arkas                |
| 3  | Özkan Hayırlı    | C     | 27 maggio 1984   | İstanbul BB          |
| 4  | Burak Güngör     | S     | 28 luglio 1993   | Ziraat Bankası       |
| 5  | Hasan Yeşilbudak | L     | 11 gennaio 1984  | Halkbank             |
| 7  | İbrahim Başaran  | C     | 13 luglio 1985   | Maliye Milli Piyango |
| 9  | Serhat Coşkun    | S/O   | 8 luglio 1987    | Maliye Milli Piyango |
| 14 | Faik Güneş       | C     | 27 maggio 1993   | Halkbank             |
| 15 | Metin Toy        | S/O   | 3 maggio 1994    | Fenerbahçe           |
| 16 | Murat Yenipazar  | P     | 1º gennaio 1993  | İstanbul BB          |
| 17 | Caner Dengin     | L     | 15 dicembre 1987 | Halkbank             |
| 18 | Kadir Cin        | S     | 7 maggio 1987    | İstanbul BB          |
| 19 | Yiğit Gülmezoğlu | S     | 28 dicembre 1995 | Arkas                |
| 20 | Mustafa Koç      | C     | 23 febbraio 1992 | Arkas                |
| 21 | Fırat Filiz      | L     | 28 ottobre 1988  | Tokat                |

## Gruppo 3

### Germania
| N° | Nome               | Ruolo | Data di nascita  | Squadra             |
| -- | ------------------ | ----- | ---------------- | ------------------- |
| -  | Vital Heynen       | All   | 12 giugno 1969   | Tours               |
| 1  | Christian Fromm    | S     | 15 agosto 1990   | Sir Safety Perugia  |
| 2  | Ruben Schott       | S     | 8 luglio 1994    | Charlottenburg      |
| 3  | Thilo Späth        | L     | 8 luglio 1987    | Friedrichshafen     |
| 5  | Sebastian Kühner   | P     | 15 marzo 1987    | Charlottenburg      |
| 7  | Dirk Westphal      | S     | 31 gennaio 1986  | Nantes              |
| 8  | Marcus Böhme       | C     | 25 agosto 1985   | Cuprum Lubin        |
| 9  | Jan Zimmermann     | P     | 12 febbraio 1993 | Rüsselsheim         |
| 10 | Moritz Reichert    | S     | 15 febbraio 1995 | Rüsselsheim         |
| 11 | Lukas Kampa        | P     | 29 novembre 1986 | Czarni Radom        |
| 12 | Leonhard Tille     | L     | 17 marzo 1995    | Coburger            |
| 13 | Simon Hirsch       | S/O   | 3 aprile 1992    | Top Volley Latina   |
| 14 | Tom Strohbach      | S     | 27 maggio 1992   | Rottenburg          |
| 15 | Tim Broshog        | C     | 2 dicembre 1987  | Maaseik             |
| 17 | David Sossenheimer | S     | 21 giugno 1996   | Bühl                |
| 18 | Georg Klein        | C     | 21 agosto 1991   | Topvolley Antwerpen |
| 19 | Daniel Malescha    | S/O   | 28 aprile 1994   | Herrsching          |
| 20 | Philipp Collin     | C     | 28 ottobre 1990  | Tours               |

### Grecia
| N° | Nome                    | Ruolo | Data di nascita   | Squadra                  |
| -- | ----------------------- | ----- | ----------------- | ------------------------ |
| -  | Sotirios Drikos         | All   | 4 ottobre 1968    | -                        |
| 2  | Mitar Đurić             | O     | 25 aprile 1989    | Trentino                 |
| 3  | Dīmītrīs Gkaras         | L     | 12 novembre 1985  | PAOK                     |
| 4  | Giōrgos Papalexiou      | C     | 28 agosto 1999    | Nikī Aiginio             |
| 5  | Athanasios Terzīs       | P     | 17 marzo 1979     | PAOK                     |
| 6  | Kōnstantinos Stivachtīs | P     | 22 maggio 1980    | Olympiakos               |
| 7  | Giōrgos Petreas         | C     | 16 novembre 1986  | Gazélec Ajaccio          |
| 9  | Dīmītrīs Zīsīs          | L     | 2 aprile 1994     | Foinikas Syro            |
| 10 | Andreas Andreadīs       | C     | 14 gennaio 1982   | Foinikas Syro            |
| 11 | Iōannīs Roumeliotakis   | S     | 25 giugno 1989    | Kīfisia                  |
| 12 | Nikolaos Smaragdīs      | C     | 12 febbraio 1982  | PAOK                     |
| 13 | Rafaīl Koumentakīs      | S     | 5 maggio 1993     | Porto Robur Costa        |
| 14 | Anestīs Dalakouras      | S     | 18 giugno 1993    | Ethnikos Alexandroupolīs |
| 15 | Andreas Fragkos         | S     | 21 dicembre 1989  | Narbonne                 |
| 17 | Athanasios Prōtopsaltīs | S     | 12 settembre 1993 | Narbonne                 |
| 18 | Anastasios Aspiōtīs     | O     | 19 marzo 1991     | Kyzikos Neas Peramou     |

### Kazakistan
| N° | Nome                  | Ruolo | Data di nascita   | Squadra     |
| -- | --------------------- | ----- | ----------------- | ----------- |
| -  | Rafail Gilyazutdinov  | All   | -                 | -           |
| 1  | Roman Fartov          | L     | 2 dicembre 1992   | Pavlodar    |
| 2  | Anton Kuznetsov       | C     | 25 giugno 1989    | Almatı      |
| 4  | Alexandr Stolnikov    | S/O   | 17 luglio 1988    | Atıraw      |
| 5  | Sergej Kuznecov       | P     | 26 ottobre 1993   | Atıraw      |
| 6  | Almaz Issin           | S/O   | 28 maggio 1990    | Pavlodar    |
| 9  | Vitaliy Mironenko     | P     | 18 maggio 1985    | Pavlodar    |
| 10 | Maxim Michshenko      | S     | 10 settembre 1990 | Esil        |
| 11 | Damir Akimov          | C     | 22 settembre 1991 | Altay       |
| 12 | Nodirkhan Kadirkhanov | C     | 6 settembre 1991  | Almatı      |
| 14 | Sergey Kostiv         | S/O   | 25 gennaio 1987   | Esil        |
| 15 | Vladimir Prokofyev    | C     | 8 febbraio 1993   | TNK-Qazxrom |
| 16 | Mirlan Badashev       | L     | 5 agosto 1989     | Altay       |
| 18 | Vitaliy Vorivodin     | S/O   | 31 luglio 1990    | Almatı      |
| 19 | Maxim Mamedov         | S     | 19 luglio 1987    | TNK-Qazxrom |

### Messico
| N° | Nome            | Ruolo | Data di nascita   | Squadra         |
| -- | --------------- | ----- | ----------------- | --------------- |
| -  | Jorge Azair     | All   | -                 | -               |
| 1  | Daniel Vargas   | S/O   | 1º settembre 1986 | Raision Loimu   |
| 2  | Iván Márquez    | S/O   | 2 gennaio 1992    | Nuevo León      |
| 3  | Marco Macías    | S     | 12 febbraio 1985  | ?               |
| 5  | Jesús Rangel    | L     | 20 settembre 1980 | Nuevo León      |
| 6  | Jesús Perales   | P     | 22 dicembre 1993  | Nuevo León      |
| 7  | Jorge Quiñones  | S     | 13 novembre 1981  | Guanajuato      |
| 10 | Pedro Rangel    | P     | 16 settembre 1988 | Nuevo León      |
| 11 | Jorge Barajas   | S     | 7 maggio 1991     | Colima          |
| 13 | Samuel Córdova  | C     | 13 marzo 1989     | Baja California |
| 14 | Tomás Aguilera  | C     | 15 novembre 1988  | Chihuahua       |
| 16 | Miguel Chávez   | C     | 13 maggio 1996    | Sonora          |
| 17 | Néstor Orellana | S/O   | 7 gennaio 1992    | Nuevo León      |
| 19 | José Mendoza    | L     | 31 maggio 1993    | Jalisco         |
| 20 | Julián Duarte   | S     | 19 giugno 1994    | Nuevo León      |
| 21 | José Martínez   | C     | 23 gennaio 1993   | Guanajuato      |

### Montenegro
| N° | Nome              | Ruolo | Data di nascita  | Squadra                |
| -- | ----------------- | ----- | ---------------- | ---------------------- |
| -  | Slobodan Boškan   | All   | 18 agosto 1975   | Budvanska rivijera     |
| 1  | Aleksandar Minić  | S/O   | 9 novembre 1986  | Vojvodina              |
| 2  | Simo Dabović      | P     | 9 aprile 1987    | Foinikas Syro          |
| 3  | Luka Babić        | C     | 7 luglio 1994    | Budvanska rivijera     |
| 4  | Gojko Ćuk         | C     | 10 ottobre 1988  | Chaumont               |
| 5  | Rajko Strugar     | P     | 11 aprile 1995   | Tours                  |
| 6  | Vojin Ćaćić       | S     | 31 marzo 1990    | Samen Al-Hojaj         |
| 8  | Nikola Lakčević   | L     | 14 luglio 1995   | Budvanska rivijera     |
| 9  | Marko Bojić       | S     | 13 novembre 1988 | Palembang BSB          |
| 10 | Balša Radunović   | S     | 12 agosto 1992   | Al-Hilal               |
| 11 | Božidar Ćuk       | S     | 3 giugno 1992    | Lugano                 |
| 14 | Blažo Milić       | C     | 22 novembre 1987 | Orestiada              |
| 16 | Marko Vukašinović | S     | 30 luglio 1993   | Orestiada              |
| 17 | Ivan Ječmenica    | C     | 17 marzo 1990    | Budvanska rivijera     |
| 19 | Ljubomir Popović  | L     | 14 novembre 1988 | Jedinstvo Bijelo Polje |

### Porto Rico
| N° | Nome               | Ruolo | Data di nascita   | Squadra                  |
| -- | ------------------ | ----- | ----------------- | ------------------------ |
| -  | Javier Gaspar      | All   | -                 | -                        |
| 1  | Steven Morales     | S/O   | 7 aprile 1992     | Blat                     |
| 2  | Edgardo Goás       | P     | 27 gennaio 1989   | Indios de Mayagüez       |
| 3  | Kevin López        | S     | 24 aprile 1995    | Gigantes de Carolina     |
| 4  | Dennis Del Valle   | L     | 27 gennaio 1989   | Mets de Guaynabo         |
| 5  | Pedro Nieves       | C     | 29 giugno 1993    | Grand View               |
| 7  | Arturo Iglesias    | P     | 22 novembre 1995  | California Baptist       |
| 8  | Eddie Rivera       | S     | 16 giugno 1992    | Mets de Guaynabo         |
| 15 | Jonathan Rodríguez | C     | 16 settembre 1997 | Springfield              |
| 16 | Ricardo Archilla   | S     | 5 novembre 1991   | Caribes de San Sebastián |
| 17 | Pedrito Sierra     | C     | 21 luglio 1989    | Caribes de San Sebastián |
| 20 | Sequiel Sánchez    | S     | 24 marzo 1990     | Changos de Naranjito     |
| 22 | Josué Rivera       | S     | 14 aprile 1992    | Bani Jamra               |

### Qatar
| N° | Nome                 | Ruolo | Data di nascita   | Squadra    |
| -- | -------------------- | ----- | ----------------- | ---------- |
| -  | Roberto Piazza       | All   | 29 gennaio 1968   | Olympiakos |
| 1  | Borislav Georgiev    | P     | 12 maggio 1992    | Police     |
| 3  | Miloš Stevanović     | P     | 27 settembre 1988 | Al-Jaish   |
| 4  | Ribeiro Renan        | S     | 30 dicembre 1989  | Al-Arabi   |
| 6  | John Chigbo          | C     | 4 aprile 1989     | Police     |
| 7  | Bojan Đukić          | C     | 6 giugno 1991     | Al-Jaish   |
| 8  | Marko Stevanović     | L     | 25 luglio 1987    | Al-Jaish   |
| 9  | Bairami Ali          | S     | 13 luglio 1979    | Al-Rayyan  |
| 12 | Mubarak Dahi         | S/O   | 1º aprile 1991    | Al-Rayyan  |
| 13 | Ratmt Wadidie        | P     | 20 ottobre 1995   | Al-Sadd    |
| 15 | Ilija Ivović         | S     | 12 novembre 1990  | Al-Jaish   |
| 16 | Ibrahim Ibrahim      | C     | 15 gennaio 1985   | Al-Arabi   |
| 17 | Belal Abunabot       | C     | 1º gennaio 1991   | Al-Rayyan  |
| 19 | Birama Faye          | C     | 19 aprile 1995    | Al-Rayyan  |
| 21 | Mohammed Abdulrahman | L     | 2 ottobre 1984    | Al-Arabi   |

### Slovenia
| N° | Nome             | Ruolo | Data di nascita   | Squadra           |
| -- | ---------------- | ----- | ----------------- | ----------------- |
| -  | Andrea Giani     | All   | 22 aprile 1970    | BluVolley Verona  |
| 1  | Tonček Štern     | S/O   | 14 novembre 1995  | Kamnik            |
| 2  | Alen Pajenk      | C     | 23 aprile 1986    | Fenerbahçe        |
| 5  | Alen Šket        | S/O   | 28 aprile 1988    | Top Volley Latina |
| 6  | Mitja Gasparini  | S/O   | 26 giugno 1984    | Paris             |
| 8  | Klemen Hribar    | L     | 17 luglio 1990    | Kamnik            |
| 9  | Dejan Vinčić     | P     | 15 settembre 1989 | Tannourine        |
| 10 | Sašo Štalekar    | C     | 3 maggio 1996     | Kamnik            |
| 11 | Danijel Koncilja | C     | 4 settembre 1990  | Aich/Dob          |
| 12 | Jan Klobučar     | S     | 11 dicembre 1992  | Rüsselsheim       |
| 13 | Jani Kovačič     | L     | 14 giugno 1992    | Cannes            |
| 16 | Gregor Ropret    | P     | 1º marzo 1989     | Tirol             |
| 17 | Tine Urnaut      | S/O   | 3 settembre 1988  | Trentino          |
| 18 | Klemen Čebulj    | S     | 21 febbraio 1992  | Lube              |
| 20 | Diko Purić       | C     | 2 ottobre 1993    | ACH Volley        |

### Spagna
| N° | Nome                 | Ruolo | Data di nascita   | Squadra           |
| -- | -------------------- | ----- | ----------------- | ----------------- |
| -  | Fernando Muñoz       | All   | -                 | -                 |
| 5  | Alejandro Vigil      | C     | 11 febbraio 1993  | Teruel            |
| 7  | Andrés Villena       | S/O   | 27 febbraio 1993  | Almería           |
| 9  | Daniel Rocamora      | S/O   | 27 maggio 1988    | Unirea Dej        |
| 10 | Jorge Fernández      | C     | 4 maggio 1989     | Paris             |
| 11 | Miguel Ángel de Amo  | P     | 16 settembre 1985 | Almería           |
| 12 | Gerard Osorio        | S     | 23 marzo 1993     | Eivissa           |
| 13 | Antoni Llabrés       | L     | 20 novembre 1991  | Almería           |
| 14 | Miquel Ángel Fornés  | C     | 6 settembre 1993  | Narbonne          |
| 15 | Carlos Jiménez       | S     | 12 agosto 1995    | Numancia          |
| 16 | Carlos Mora          | P     | 19 marzo 1990     | Lüneburg          |
| 17 | Francisco Ruiz       | S     | 7 giugno 1991     | Teruel            |
| 18 | Juan Manuel González | S     | 11 gennaio 1994   | Almería           |
| 19 | Javier Sánchez       | P     | 21 gennaio 1996   | 7 Islas           |
| 20 | Daniel Macarro       | C     | 18 novembre 1993  | Numancia          |
| 21 | David Sanllehí       | S     | 20 giugno 1991    | VVBC Les Herbiers |

### Taipei cinese
| N° | Nome             | Ruolo | Data di nascita   | Squadra       |
| -- | ---------------- | ----- | ----------------- | ------------- |
| -  | Chen Ke-chou     | All   | -                 | -             |
| 2  | Liu Hong-jie     | C     | 10 novembre 1993  | Taichung Bank |
| 4  | Tai Ju-chien     | P     | 14 novembre 1988  | Taichung Bank |
| 7  | Liu Hung-min     | S     | 10 novembre 1993  | -             |
| 8  | Chang Liang-hao  | C     | 7 luglio 1994     | Taichung Bank |
| 10 | Wu Tsung-hsuan   | S/O   | 9 luglio 1994     | Taichung Bank |
| 11 | Huang Chien-feng | S     | 31 dicembre 1990  | Taichung Bank |
| 12 | Hsu Mei-chung    | S     | 16 ottobre 1991   | Taichung Bank |
| 13 | Huang Chun-ching | C     | 22 marzo 1993     | -             |
| 14 | Wang Ming-chun   | S/O   | 30 luglio 1988    | -             |
| 16 | Lin Yung-shun    | L     | 13 ottobre 1990   | -             |
| 17 | Huang Pei-hung   | P     | 17 settembre 1990 | -             |
| 19 | Chen Chien-chen  | S     | 20 novembre 1989  | Taichung Bank |

### Tunisia
| N° | Nome               | Ruolo | Data di nascita   | Squadra              |
| -- | ------------------ | ----- | ----------------- | -------------------- |
| -  | Fethi Mkaouer      | All   | -                 | -                    |
| 1  | Tayeb Korbosli     | L     | 5 giugno 1993     | Olympique de Kélibia |
| 2  | Ahmed Kadhi        | C     | 19 aprile 1989    | Étoile du Sahel      |
| 6  | Mohamed Miladi     | S     | 12 maggio 1991    | Espérance de Tunis   |
| 7  | Ilyès Karamosli    | S     | 22 agosto 1989    | Espérance de Tunis   |
| 9  | Mehdi Ben Cheikh   | P     | 13 maggio 1979    | Espérance de Tunis   |
| 10 | Hamza Nagga        | S/O   | 29 maggio 1990    | Étoile du Sahel      |
| 11 | Ismaïl Moalla      | S     | 30 gennaio 1990   | Zamalek              |
| 15 | Hichem Kaâbi       | S/O   | 13 settembre 1986 | Espérance de Tunis   |
| 16 | Khaled Ben Slimene | P     | 14 dicembre 1994  | Olympique de Kélibia |
| 17 | Chokri Jouini      | S     | 25 aprile 1989    | Espérance de Tunis   |
| 19 | Mohamed Ayech      | S     | 31 marzo 1991     | Étoile du Sahel      |
| 20 | Omar Agrebi        | C     | 26 agosto 1992    | Sfaxien              |

### Venezuela
| N° | Nome              | Ruolo | Data di nascita   | Squadra              |
| -- | ----------------- | ----- | ----------------- | -------------------- |
| -  | Vincenzo Nacci    | All   | 15 aprile 1965    | -                    |
| 2  | Jhonlen Barreto   | S     | 14 maggio 1987    | -                    |
| 3  | Fernando González | S     | 30 giugno 1989    | Chubut               |
| 4  | Héctor Mata       | L     | 27 gennaio 1993   | Anzoátegui           |
| 5  | Emerson Rodríguez | S     | 2 febbraio 1993   | -                    |
| 6  | Carlos Paez       | P     | 9 novembre 1991   | Carabobo             |
| 7  | Edson Valencia    | C     | 2 dicembre 1987   | Huracanes de Bolívar |
| 9  | José Carrasco     | P     | 20 maggio 1989    | Yaracuy              |
| 10 | Kervin Piñerúa    | S/O   | 22 febbraio 1991  | Vikingos de Miranda  |
| 11 | Luis Miguel       | C     | 13 maggio 1995    | Distrito Capital     |
| 18 | Jonathan Quijada  | C     | 25 settembre 1995 | Aragua VC            |
| 19 | Willner Rivas     | S     | 2 aprile 1995     | Distrito Capital     |
| 21 | Richard Yrigoyen  | S     | 5 febbraio 1995   | Cojedes              |